# Tadeusz Gajczak

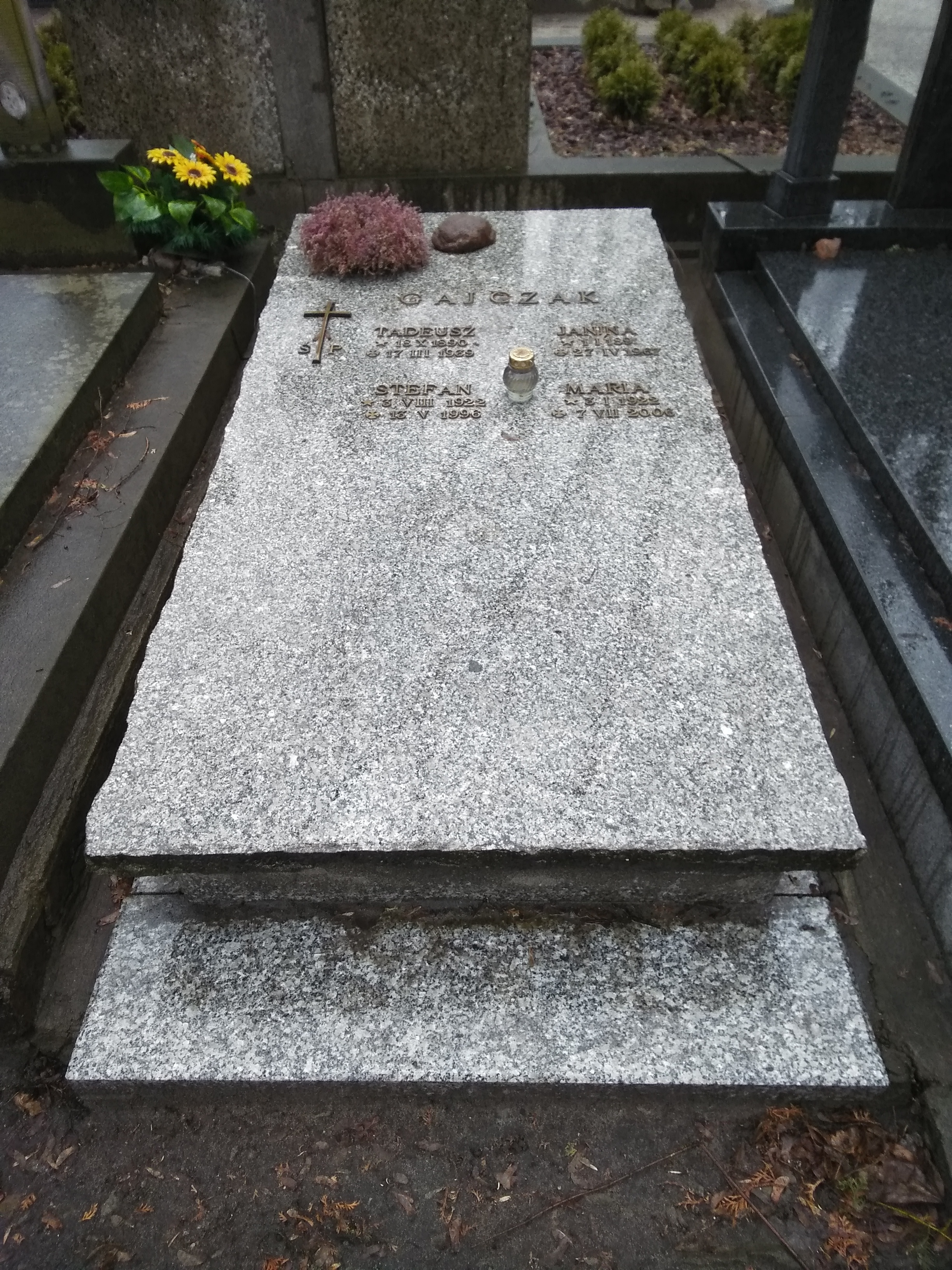
Grób Tadeusza Gajczaka na cmentarzu Powązkowskim

Tadeusz Aleksander Gajczak (ur. 18 października 1880 w Białej, zm. 17 marca 1939 w Warszawie) – polski inżynier elektryk.
Urodził się w rodzinie Wojciecha i Reginy z Dylskich. Ukończył gimnazjum w Krakowie, a następnie wyjechał do Lwowa, gdzie studiował na Wydziale Elektrycznym na tamtejszej Politechnice. Następnie podjął pracę w warsztatach głównych kolei państwowych, gdzie awansował na naczelnika. Należał do Towarzystwa Politechnicznego, od 1911 do 1915 pełnił funkcję sekretarza. Walczył w obronie Lwowa, a następnie był dyrektorem zakładu napraw taboru kolejowego. W 1929 przeprowadził się do Bydgoszczy, gdzie otrzymał stanowisko dyrektora i członka zarządu towarzystwa Kabel Polski Spółka Akcyjna. Pełnił funkcję prezesa Związku Pracodawców na Pomorzu i prezesa Towarzystwa Angielsko-Polskiego. W 1937 otrzymał nominację na stanowisko prezesa zarządu Towarzystwa dla Eksportu Kabli i Przewodów w Warszawie. Publikował w prasie fachowej felietony dotyczące spawalnictwa elektrycznego i elektrotechniki. Zmarł w wieku 58 lat, spoczywa na cmentarzu Powązkowskim (kw. g, rząd 2, grób 4).